# Emil Thomas Kaiser
Emil Thomas Kaiser, genannt Tom Kaiser, (* 15. Februar 1938 in Ungarn; † 19. Juli 1988) war ein US-amerikanischer Chemiker, der sich mit Bioorganischer Chemie befasste.
Kaiser kam mit seinen Eltern (beide promovierte Chemiker) als Kind über Kanada in die USA. Er promovierte 1959 an der University of Chicago bei Frank Westheimer mit der Arbeit The hydrolysis of some cyclic esters of sulfuric acid und war als Post-Doktorand an der Harvard University bei Elias J. Corey und Myron Bender. Er wurde Assistant Professor an der Washington University und 1963 an der Universität Chicago, an der er 1970 Professor wurde. 1968 erhielt er ein Forschungsstipendium der Alfred P. Sloan Foundation (Sloan Research Fellowship). 1981 wurde er Louis Block Professor und 1982 ging er an die Rockefeller University. 1986 wurde er in die American Academy of Arts and Sciences gewählt. Kurz vor seinem Tod (er litt an Nierenversagen) wurde er 1987 in die National Academy of Sciences aufgenommen.
Er ist bekannt für die Entwicklung semisynthetischer Enzyme, die die Bindungsstellen eines Enzyms mit dem katalytischen Ort eines anderen verbinden. Beispielsweise verband er die Redoxeigenschaften des Enzyms Flavin mit der Peptidase Papain, die die Bindungseigenschaften lieferte. In einem anderen Fall modifizierte er eine Protease (Subtilisin) so zu Thiosubtilisin, dass sie, statt Proteine zu spalten, Proteinketten verband.
Ein weiteres Gebiet, das ihn bekannt machte, war die Rolle der Amphiphilie in der biologischen Wirkung der Sekundärstruktur von Proteinen, speziell amphiphile Helices, die mit der wasserabstoßenden Seite in Fetten der Zellmembran sitzen und mit der hydrophilen Seite wässrigen Lösungen zugewandt sind. Er befasste sich auch früh mit ortsspezifischer Mutagenese.